# Baktövis
A baktövis vagy kínai csüdfű (Astragalus mongholicus, Astragalus propinquus, Astragalus membranaceus) a hüvelyesek (Fabales) rendjébe, ezen belül a pillangósvirágúak (Fabaceae) családjába tartozó faj.
Gyógyító felhasználású célzattal termesztik főként Belső-Mongóliában, valamint Kína Shanxi, Gansu és Heilongjiang tartományaiban.
Hüvelyes, többéves, télálló növény, amely elsősorban a kontinentális éghajlatot kedveli. Kínában és Mongóliában őshonos, pillangós virága sárga színű, illata és gyökere édeskés. Legfeljebb 40 cm magasra nő meg.
Kínában népszerű gyógynövény, a kitartás és a test ellenállóképessége javítására használják.
Napjainkban már Európában is egyre gyakoribb, szárított gyökerét megfázás-, és vírusos megbetegedések elleni szerként, illetve menstruációs panaszok enyhítőjeként használják.

## Története
A kínai gyógyászatban a 2. századtól használják a baktövist. Segítségével nemcsak betegségeket gyógyítottak, hanem úgy tartották, hogy az ember életenergiáját is erősíti.
Wang Haogu a császár növényi forrázatokkal foglalkozó tudósa már több mint 7 évszázaddal ezelőtt írásos említést tett a baktövisről, de az i.e. 12. századból is találunk írásos emléket a növénnyel kapcsolatban. Taiping Huimin Hejiju Fang ekkor írta le a növény négyfajta elkészítési módját.

## Elnevezése
Kínai neve 黃芪 (pinjin: huáng qí [hhuánk tyhí]; magyar átírás: huang csi), vagyis a „csi erősítője”. A csi életerőt jelent, elnevezése egyértelműen utal jótékony hatásaira.

## Hatóanyagai
A baktövis eddig felfedezett hatóanyagai a következők:
- poliszacharidok
- flavonoidok
- aminosavak
- nyomelemek
- Astragalus szaponin I–II.
- asztragalozidák I–IV.
- szójaszapogenozidok
- daukoszterol
- klorin
- betain
- folsav
- nikotinamid
- linolsav

## Használata
Gyógyászati szempontból a legalább négyéves gyökérzet tekinthető hasznosnak, ezeket a nyári virágzás előtt érdemes szedni és utána napon kell szárítani. A szárított gyökérzetből érdemes főzetet készíteni: 3 gramm baktövist kell 15 percen át 2,5 dl vízben főzni.
A baktövis-kivonatot kapszula formájában is lehet használni belsőleg, valamint krémet is készítenek a baktövis gyökérzetének felhasználásával.

### Hatásai
Vizelethajtó hatásának köszönhetően csökkenti a magas vérnyomást. Méregtelenít és erősíti az immunrendszert. A növény az immunrendszer sejtjeit arra ösztönzi, hogy interferont termeljenek, ezek gátolják a vírusok szaporodását.
A következő betegségek kezelésében alkalmazzák:
- gyenge immunrendszer
- spontán izzadás
- fáradtság
- általános gyengeség
- hasmenés
- súlyvesztés

#### Bőrre gyakorolt hatása
A bőrre gyakorolt jótékony hatásai miatt külsőleg is előszeretettel alkalmazzák.
A külsőleg alkalmazott baktövis készítmények befolyásolhatják a sejten belül egy enzim, a telomeráz aktivitását. Ezzel a bőr védekezhet a sejtöregedéssel összefüggő telomer-rövidülés ellen. Ennek megfelelően gyakorlatilag a bőr védekezhet a gyors öregedéssel szemben.
2009-ben a Elizabeth Blackburn, Carol W. Greider és Jack W. Szostak megosztva kapott orvostudományi Nobel-díjat „a telomérák és a telomeráz enzim felfedezéséért és az ezekkel kapcsolatos úttörő kutatásokért”. Ezzel a tudósok gyakorlatilag megfejtették a sejtek öregedésének titkát, a felfedezés elengedhetetlen volt, hogy a baktövis bőrre és a sejtekre gyakorolt jótékony, fiatalító hatását tudományosan is igazolják.